# Lecitin
Lecitin, jehož název vznikl ze starořeckého λέκιϑος (lekithos), což znamená žloutek, je klasický název pro fosfatidylcholin a společný výraz pro všechny lipidy, přesněji fosfolipidy, které jsou složené z mastné kyseliny, glycerolu, kyseliny fosforečné a cholinu. Ty jsou složkou vnější buněčné membrány živočichů a rostlin. Lecitin je průvodní látkou tuků a mastných kyselin a zvláště hojně se nachází ve vaječných žloutcích a buňkách semen rostlin.
Lecitin dovoluje emulgovat (smíchat) tuky a vodu a je tedy důležitým přírodním tenzidem (emulgátorem) pro potraviny a krmivo. V Evropské unii je lecitin povolen jako přídatná látka do potravin (E 322). V seznamu přísad jsou uvedeny jako lecitin, sojový lecitin nebo právě E 322. V medicíně a kosmetice bývá také využíván jako aditivum, v dietologii jako potravinový doplněk.
Lecitinové produkty, jako extrakt ze sojových bobů, slunečnicových semen nebo vajec, obsahují v závislosti na zdroji vedle lecitinu pro vylepšení také další fosfolipidy jako sfingomyelin a glykolipidy. Také tyto skupiny látek mají podobné vlastnosti jako lecitin a také se používají jako emulgátory. Díl polárních lipidů (nerozpustné v acetonu) musí podle příslušné směrnice EU odpovídat minimálně 60 % lecitinových produktů.

## Objev a výzkum
Roku 1811 referoval francouzský lékárník Louis Nicolas Vauquelin poprvé o tučných preparátech z mozkové hmoty, obsahujících organický vázaný fosfor a který byl již nalezen v roce 1719 chemikem Hensingem.
Nicolas-Theodore Gobley isoloval na přelomu let 1846 a 1847 ze žloutku lepkavou, oranžovou substanci, v které byla obsažena kyselina olejová, maragrinová kyselina, glycerinfosforová kyselina stejně jako dusíkaté organické zásady. Srovnatelné látky nalézal v letech 1847–1858 v mozkové hmotě, kapřích jikrách, krvi, žluči a jiných orgánech. Roku 1850 dal svému objevu název název lecitin po řeckém slovu lekithos (žloutek).
Felix Hoppe-Seyler, zakladatel biochemie a molekulární biologie nalezl roku 1867 v rostlinných semenech organicky vázaný fosfor. V roce 1899 izolovali chemici E. Schulze a E. Steiger ze semen rostlin fosfolipid, který byl rovněž označován jako lecitin. Podle jejich poznatků měly z prozkoumaných rostlinných semen největší obsah lecitinu, v množství 1,5–2,5 %, sojové boby a vlčí bob.
Výzkumníci Konstantin Sergejevič Diakonov (1839–1878) a Adolph Strecker (1822–1871) izolovali lecitin, např. ze žloutku, který byl čistší a poznali, že dusíkatou částí lecitinu byl cholin.
Johannes Ludwig Wilhelm Thudichum (1829–1901), zakladatel mozkové chemie (dnes neurochemie), nalezl analogickou sloučeninu a nazval ji cefalin podle řeckého slova kephalos (hlava) a dokázal separovat sfingomyelin.
Od počátku roku 1900 do pozdějších 30. let nedošlo k žádným dalším pokrokům ve vědomostech o fosfolipidech. Ernst Klenk (1896–1971) a Sakat nalezli roku 1939 sojový lecitin inositol a inositolfosforovou kyselinu. Roku 1944 extrahoval americký chemik Jon Pangborn z lipidu svaloviny hovězího srdce kardiolipin a roku 1958 popsali Carter a jeho spolupracovníci fytoglykolipid, který se vyskytuje pouze v rostlinné směsi fosfolipidů.
Jako roku 1925 Hansamühle Hamburg, dnes ADM Ölmühle Hamburg AG, zavedly extrakční postup, pomocí kterého mohly ze surového rostlinného oleje izolovat lecitin. Začala tak jeho průmyslová výroba. Hlavním zdrojem výroby lecitinu se staly sojové boby. Lecitin získávaný ze žloutků se používá ve speciálních případech, např. ve farmacii a kosmetice.
Jedním z prvních aplikačních výzkumníků ohledně lecitinu byl okolo roku 1925 Bruno Rewald, který jako jeden z prvních lecitinových technologů doporučil lecitin jako emulgátor a disperzní prostředek.
Hamburk byl výchozím centrem a ohniskem zpracování sojových bobů a lecitinu. Američan Josef Eichberg byl prvním, kdo v roce 1930 pro USA poznal hodnotu lecitinu a uvedl tzv. 'Hamburský lecitin' na tamní trh. Od roku 1935 byl lecitin – v dobré kvalitě – vyráběn v Americe. Existovaly firmy Pillsbury a Central Soya (obě v USA), které se této mnohostranné substance ujaly.
Od roku 1948 se Lucas Meyer z Hamburku upsal používané technice a prodeji lecitinu. Společně s Rüdiger Ziegelitzem a Volkmarem Wywiolem, když se od roku 1953 soustředili na odbyt a další vývoj lecitinu, se jim podařilo celosvětově prosadit lecitin jako pomocnou látku a aditivum. Aplikační mnohotvárnost lecitinu v oblasti potravin, krmiv a techniky byla jimi postavena na široký základ.
Průkopnickou práci ohledně využití lecitinu v dietetice prováděl dr. Buer, který roku 1935 uvedl na trh první lecitinový preparát pod názvem 'Buer-Lecithin'. H. Eickermann, A. Nattermann & Cie (dnes Sanofi-Aventis Gruppe), se soustředili na účinnou substanci fosfatidylcholinu a vyvinuli řadu významných farmaceutických preparátů, které ještě dnes nalezneme v nabídce lékáren.
Dr. Herbert Rebmann vyvinul ze žloutku fosfolipidové speciality jako vysoce jakostní farmaceutický emulgátor pro uvolňování tuků.
Bádání a aplikační technika není ještě ukončena. V současnosti např. u lecitinu z mořských řas se používají liposomy v potravinářském průmyslu a fosfolipidy u vodních kultur.

## Výskyt a disponibilita

### Výskyt
Polární lipidy, zvláště fosfolipidy jsou důležitou součásti biologických membrán a nachází se u všech živých tvorů (lidé, zvířata, rostliny a řasy) a v mnoha mikroorganismech. Největší koncentrace lecitinu je možno nalézt v játrech, mozku, plících, srdci a také ve svalové tkáni. Také v mnoha tělesných tekutinách se vyskytují fosfolipidy, především se jedná o krevní plazmu obratlovců.

### Disponibilita
Toho času je za rok získáno okolo 180 000 tun lecitinu převážně ze sójových bobů (2% obsah lecitinu), které jsou většinou sklízeny v USA, Brazílii a Argentině. Další producenti sóji, jako Čína, Indie, Paraguay nebo Kanada, nemají z hlediska získávání lecitinu velký význam. Pěstování sóji v Evropě je pouze okrajovou záležitostí. Kromě sóji se k základním zdrojům, i když v menším objemu, dá počítat i řepka a slunečnice. Žloutek, se svým vyšším obsahem lecitinu (asi 10%), může stěží stačit, vzhledem ke své dostupnosti, k zásobování trhu. Relativně nízká množství lecitinu ze žloutků tak končí především ve farmacii, medicíně a kosmetice.

## Účinek lecitinu na tělo

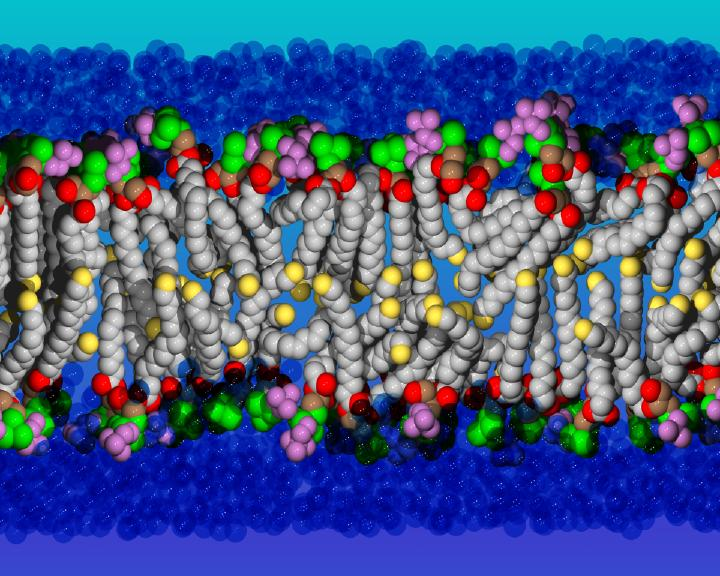
Lipidová dvouvrstva

Lecitinu se připisují četné funkční úlohy. Účastní se aktivně jak anabolické výměny lipidů (syntéza a rozdělování lipidů), tak také katabolické výměny tuků (výstavba a přestavba lipidů).
- Buněčná membrána skoro všech buněk se skládá z lipidové dvouvrstvy. Lecitin je podstatný pro tvorbu biomembrán.
- Poněvadž tuky jsou nerozpustné ve vodě, jsou pro trávení tuků v těle nutné různé kroky, které mohou provádět počínající trávení spojené s rozkladem tukových kapek (micely).
- Export mastných kyselin z jater je důležitý zejména u hospodářských užitkových zvířat.

Drůbež přijímá spolu s krmením především škrob, z kterého se pak v játrech musí syntetizovat tuk pro tvorbu vajec; zde je nutný lecitin, ohledně exportu vytvořeného tuku z jater (jako very-low-density-Lipoproteins; VLDL), jinak hrozí nebezpečí, že zvíře onemocní na ztukovění jater. U dobytka toto nebezpečí také částečně hrozí, ale vzniká výsledkem jiného postupu: krátce po narození jalovice začíná energeticky velmi náročný proces tvorby mléka. Proto jsou mobilizovány tělní tukové reservy, které jsou nejdříve transportovány do jater a z nich pak opět jako VLDL do krve. Celkově není v této době zásobování krav aminokyselinami adekvátní (zejména lysinu a methioninu), což může také vést k uskladňování tuků v játrech, což může vyústit ve snížení výkonnosti. Vědecké bádání v této oblasti dosud není ukončeno.

## Získávání lecitinu ze sóji

### Surovina: sójové boby
Sójové boby od hlavních pěstitelů jsou jako obnovitelná surovina každoročně k dispozici v dostatečném množství (sklizeň 2005: 214 milionů tun). Zralé a pečlivě uskladněné boby mají velký význam pro dobrou kvalitu lecitinu. Boby se musí nejdříve očistit, vyloupat a rozválcovat na koláče.

### Surovina: surový sójový olej
Koláče (2–5 mm) jsou zpracovány v extrakčním zařízení pomocí hexanu. Extrakce se provádí v protiproudovém režimu. Při tom vzniklá směs hexanu a oleje zvaná miscella se dále zpracovává pomocí destilace pro regeneraci hexanu z oleje. Zbývající hexan se z koláče oddestiluje s parou ve vakuu.
Přitom vzniklý surový olej je výchozím produktem pro získání sójového leticinu. Přidušením olejnatých semen před vlastní extrakcí může být obsah lecitinu v surovém oleji zvýšen o 50–100 %. Při tom podíl hydratovaných fosfolipidů v oleji neklesá.

### Výsledek: lecitin
Surový olej, jako výchozí látka, obsahuje asi 2 % lecitinu, je zahříván v nádržích na 70–90 °C a s 1–4 % vody intenzivně smíchán. Při tomto postupu se vysráží lecitin do podoby rosolovité hmoty, která se od oleje odděluje ve speciálních odlučovačích. Tento lecitinový kal – s obsahem asi 12 % oleje, 33 % fosfolipidů a 55 % vody – je zbavován vody jejím odpařováním z jeho tenkých vrstev. Vzniká tak surový lecitin, obsahující 60–70 % polárních lipidů a 27–37 % sójového oleje. Podíl vody po této proceduře činí pouhých 0,5–1,5 %.
Hlavními složkami získané šlemovité hmoty surového lecitinu jsou: fosfolipidy (také označované jako fosfatidy), triglyceridy, glykolipidy a sacharidy. Vedlejšími složkami pak jsou steriny, volné mastné kyseliny, barviva a řada jiných sloučenin.
Kromě rosolu získaného pomocí vody v nádržích, se získává rosolovitá hmota pomocí kyselin a proces zrosolovatění enzymem fosfolipázou A2. Tomuto procesu se podrobují i jinak nezkapalněné nebo takzvané těžce zkapalněné fosfolipidy.

#### Čistý lecitin – frakce – modifikace
Pro mnoho způsobů použití může být lecitin využíván ve své původní formě. Často je ale nutné obsažnější, přírodní (původní) lecitin zbavit oleje, rozdělit na frakce nebo modifikovat, čímž se zachová specifický lecitin pro zvláštní použití:
- Odstranění olejů slouží k výrobě práškového nebo granulovaného „čistého lecitinu“ zatímco olej a volné mastné kyseliny budou z přírodního lecitinu odstraněny. Ten je chuťově neutrální, dobře se dávkuje, má vysokou koncentraci fosfolipidů a má zlepšené O/W emulgační vlastnosti.
- Frakcionace znamená dělení lecitinového komplexu na složky ředitelné a nerozpustné v alkoholu. Z alkoholu ředitelné složky je možno chromatografickým postupem oddělit další dvě frakce se specifickými vlastnostmi.
- Modifikace je založena na oddělení molekul mastných kyselin z molekul fosfolipidu. K tomu dochází za pomoci fosfolipázi A2. Tento postup se nazývá enzymatický hydrolýza. Takto vzniklý „lysolecitin“ je zvlášť hydrofilní, čímž jsou umocňovány O/W emulgační vlastnosti a zvýší se iontová kalciová snášenlivost.
- Acetylace, jiná forma modifikace, změní fosfatidylethanolamin vložením molekuly kyseliny octové na aminovou skupinu. Díky tomu bude výsledný „lysolecitin“ zvlášť hydrofilní.
- Další možností ke zvýšení emulgační aktivity lecitinu je hydroxylace při níž se na molekuly fosfolipidu naváže vícero nenasycených mastných kyselin. Toho je dosaženo reakcí peroxidu vodíku.

### Vlastnosti
Hrubý rostlinný lecitinový olej je substance hnědé až žluté barvy a plastické či kapalné konsistence. Barva je závislá na zdroji osiva, sklizni a skladovacích podmínkách, stejně jako na zpracovatelských postupech a zařízeních. Konsistence je dána obsahem oleje, množstvím volných mastných kyselin a podílem vlhkosti. Bezolejnatý lecitin je granulovaný případně práškový. Dobře pročištěný (rafinovaný) lecitin má charakteristickou vůni a chuť. Zásadní jsou lecitiny, vzniklé z modifikovaných a oddělených fosfolipidů, rozpustných v oleji a tucích.

## Využití lecitinu
Využití lecitinu je mnohostranné, ať už se jedná o produkci potravin a krmiv, farmacii a lékařství, kosmetické přípravky nebo nepotravinářské obory. Následně jsou uvedeny některé z možností jeho použití.

### Potraviny
Největší množství vyrobeného lecitinu, převážně ze sójových bobů, míří do potravinářského průmyslu. Zpočátku byl rostlinný lecitin brán pouze jako náhražka za lecitin z vajec. Dávno již ale platí, že oba jsou ekvivalentní, částečně dokonce i rostlinný jako silnější. Má již dávno pevné místo jako emulgátor a disperzní prostředek, stejně pro hydrofilní látky v olejovém nebo vodním prostředí, tak i jako stabilizační látka.

#### Lecitin vchlebua vpečivu
Lecitin je především důležitá pomocná látka při pečení. Ulehčuje hnětení těsta a umožňuje používat bezlepkové těsto. Díky lecitinu se dosáhne větší objem, jemnější pórovitost a křupavá kůrka, což zvyšuje kvalitu vyrobeného pečiva. Neméně důležitá je schopnost lecitinu oddalovat tvrdnutí pečiva.

#### Lecitin při výroběmargarínu
Zpočátku měl margarín proti máslu nevýhodu ve stříkání při pečení, stejně jako v přilnutí mléčného kaseinu s obtěžujícím zápachem. Aby se tomu zabránilo, byl zprvu do něj přidáván jako emulgátor lecitin ze žloutků. Tyto problémy lze ale vyřešit teprve s chuťově neutrálním sójovým lecitinem.
Nové výrobní technologie a receptury se postaraly o značné zvýšení jakosti, ty ale vedly k odklonu od přírodního sójového lecitinu a k zavádění speciálních frakcí lecitinu. Díky tomu může být pak dosažena lepší oxidační stálost a stabilizace.
Zamezení odstřikování při pečení se u polotučného margarínu (40% tuku a 60% vody) samotným lecitinem nedá dosáhnout. Toto se daří jen ve spojení s povrchově aktivními substancemi jako jsou např. sójové proteinové koncentráty.

#### Lecitin včokoládě
Jako skoro všude i zde má lecitin dvojí funkci: zvýšení jakosti čokolády a řadu výhod při její výrobě. Pokud se má při výrobě čokolády dosáhnout správné konsistence a typického aróma, je zapotřebí mnoho mlecích operací v tzv. konšovacím stroji. Použitím lecitinu se přitom snižuje viskozita, zkracuje se doba zpracování a šetří se kakaové máslo. Zároveň ale také ovlivňuje příznivě vlastnosti čokolády. Čokoláda získá větší odolnost proti vyšším teplotám, prodlouženou trvanlivost, zvýšený lesk povrchu a sníží se nebezpečí jejího předčasného šedivění.
Průmysl skoro výhradně používá sójový lecitin, ale také je nasazován lecitin z řepky nebo slunečnic. Stejně prospěšné je také používání syntetického lecitinu a kombinace lecitinů. Totéž platí i pro použití jednotlivých frakcí lecitinu, které umožňují lepší zkapalnění čokolády při konšování než přírodní lecitin.

#### Lecitin v instantních potravinách
Rostlinný lecitin se osvědčil při výrobě instantního kakaového a kávového prášku. Zvláště účinným je vložení plného a hubeného mléčného prášku. Kromě toho slouží jako dispergační činidlo v sójových proteinových výrobcích, bramborovém škrobu a instantních polévkách.

### Krmivo

#### Skot
V krmivu pro skot má lecitin hlavně technický význam. Lecitin zamezuje např. při výrobě práškové formy jaderných krmiv vytváření prachu. Současně je u produktů snižováno nebezpečí výbuchu prachu.
Rozptyluje díky své emulgační schopnosti smetanový tuk a usazované nerozpustné složky v napajedlech. U mladých zvířat ovšem spíše vždy v popředí fyziologické aspekty. Tak musí být při výměně mléka mléka u telat, při které je kravské mléko nahrazováno hubeným mlékem a mléku cizími tuky a proteiny, podáváno velmi dobré krmivo s výsledky nejméně srovnatelnými jako u kravského mléka.

#### Prasata
U umělého prasečího mléka, které je často nutné při odchovu selat, má lecitin stejný význam jako při změně mléka a telat. Přidávání lecitinu do krmiva pro výkrm zajistí mnohem lepší využití tuků, takže se zpravidla mohou snížit krmné dávky.

#### Drůbež
Rychlejší růst a zvětšené ukládání vitamínu A v játrech se u slepic dostaví, přidává-li se do krmiva lecitinu. Syndrom ztučnělých jater, který byl poprvé popsán roku 1956 v Německu, může být příznivě ovlivňován, díky vyššímu obsahu cholinu a inositu, přidáváním lecitinu do krmiva. Zároveň se tak také omezuje výskyt psoriázy. Stejně tak se může zvýšit snůška vajec a váhový podíl hybridů v nich.

#### Vodní živočichové
Při chovu pstruhů a lososů vedou nestravitelné tuky k problémům a k zvýšené úmrtnosti. Také u jezerních živočichů způsobují škody na játrech a ledvinách a depigmentaci, takže pstruzi bývají dlouhý čas krmeni potravou zbavenou tuků. Lecitin má, podobně jako u drůbeže, příznivý vliv na zdraví a růst ryb. Linol, linolová kyselina a cholin lecitinu podporuje růst a zvyšuje využití krmiv. Lze se tak vyhnout krvácení ledvin a střev stejně jako i tučnění jater.
Lecitin má také stále se zvyšující úlohu u pěstování mušlí, korýšů a dalších plodů moře.

#### Kožešinová zvířata
Nejdříve se myslelo, že lecitinem se zamezí, např. u králíků nebo norků, onemocnění jater, zvláště v období březosti. To se později při zkušebním krmení prokázalo. Růst je plynulý, kožichy zvířat jsou hustší a kvalitnější. Ztučnělá játra jsou u norků nadále rozšířená. Příčinou je hlavně jednostranná výživa a i některé scházející substance.

### Lecitin v nepotravinářských odvětvích
V současnosti se v různých průmyslových odvětvích začíná z hospodářských důvodů místo čistého oleje používat vodnaté emulze z olejů, tuků a vosků. Přitom hraje vynikající roli jako emulgátor a aditivum i lecitin. Zhruba 20% vyrobeného lecitinu tak míří do technického průmyslu.
Důležitým oborem, ve kterém se lecitin používá, je stavebnictví, kde je využíván na ošetřování stavebního dřeva. Lecitin má svou úlohu také v chemii vláken, u oděvní a rukavičkářské usně, při ošetřování kůže, maštění vlny, barvení nebo potisku tkanin, při dopravě uhlí potrubím jakož i v barvách a lacích.

#### Fosfolipidy přiošetřování rostlin
Prostředky sloužící k ochraně rostlin obsahují vedle aditiv rozpouštědla, emulgátory a další přídavné látky. Lecitin je emulgátor, redukující množství přidávaných biocidů při současném zvýšení působení zbývajících látek. Vodnatá emulze je také stálejší a umožňuje lepší rozdělení aditiv.

### Lecitin ve farmacii a v dietice
Zvláštní kvalitativní a kvantitativní vlastnosti lecitinu ho nepředurčují jen pro použití v potravinářské výrobě, ale také jako důležitou součást dietetické výživy.
- Lecitin je se svými nenasycenými kyselinami významným odpůrcem cholesterolu; cca 60% mastných kyselin v lecitinu je tvořeno kyselinou linolovou.
- Lecitin pomáhá stabilizovat rovnovážný poměr mezi LDL a HDL.
- Lecitin podporuje díky svým lipotropním komponentám, jako jsou cholin a inosit, léčbu nemocných jater.
- Harmonická rovnováha lecitinu, kyseliny žlučové a cholesterolu v žluči je nutným předpokladem pro to, aby se zabránilo vzniku žlučových kamenů.
- Díky své schopnosti pročišťovat cévy, snižovat krevní tlak, je důležitý jako prevence proti mozkovým příhodám.
- Poruchy látkové výměny acetylcholinu jsou příčinou řady mentálních nemocí. Lecitin se tak účastní jako pozitivní pomocný prostředek na hojivém procesu.
- Lecitin se s úspěchem ujal v geriatrii. Podporuje dobrý zdravotní stav starších lidí.
- U sportovců účinkuje lecitin jako energetický zdroj pro svaly a mozek. Doba zotavení po tělesné námaze se díky němu zkrátí.
- Fosfatidylcholin je důležitou složkou hlenové vrstvy v tlustém střevu. Tento hlen vytváří ochrannou vrstvu, která chrání stěnu velkého střeva před útokem kolonií komenzálních baktérií. Pacienti trpící ulcerózní kolitidou mají narušenou ochrannou vrstvu a hlen, který ji tvoří, má nižší hladinu fosfatidylcholinu než je tomu u zdravých osob.

### Lecitin v kosmetice
Fosfolipidy působí zvenčí i zevnitř. Zvyšují intenzitu dýchání kůže a regulují buněčnou výměnu. Ovlivňují také měkkost a ohebnost.
Fosfolipidy zamezují u normální a zvlášť suché kůže jejímu vysoušení po mytí. Tato vlastnost se také využívá v prostředcích na mytí vlasů. Regulují pH-hodnotu kůže a podporují přirozený ochranný plášť proti agresivním vlivům prostředí.
Ve velkém množství účinkuje pozitivně na linol a linolovou kyselinu při kožních onemocněních. Relativně mladé je použití fosfolipidů k výrobě kulovitých měchýřků, liposomů. Kuličky jsou ohraničeny dvojitými lipidovými membránami. Ve svém vnitřním jádru obsahují vodnatou fázi, ve které jsou rozpuštěna speciální aditiva, čímž se snáze zajistí prostupnost kůže.